# Sandtjärnen (Kalls socken, Jämtland, 708127-136839)
Sandtjärnen är en sjö i Åre kommun i Jämtland och ingår i Indalsälvens huvudavrinningsområde. Sjön har en area på 0,203 kvadratkilometer och ligger 481,6 meter över havet. Vid provfiske har röding och öring fångats i sjön.

## Delavrinningsområde
Sandtjärnen ingår i det delavrinningsområde (708208-136999) som SMHI kallar för Utloppet av Sandtjärnen. Medelhöjden är 679 meter över havet och ytan är 10,57 kvadratkilometer. Det finns ett avrinningsområde uppströms, och räknas det in blir den ackumulerade arean 27,61 kvadratkilometer. Vattendraget som avvattnar avrinningsområdet har biflödesordning 2, vilket innebär att vattnet flödar genom totalt 2 vattendrag innan det når havet efter 369 kilometer. Avrinningsområdet består mestadels av skog (54 procent), sankmarker (12 procent) och kalfjäll (31 procent). Avrinningsområdet har 0,2 kvadratkilometer vattenytor vilket ger det en sjöprocent på 1,9 procent.